# A Chave Mágica
The Indian in the Cupboard (pt/br: A Chave Mágica) é um filme infantil de fantasia dramático dos Estados Unidos de 1995, realizado por Frank Oz.

## Elenco
- Hal Scardino (Omri)
- Litefoot (Pequeno Urso)
- Lindsay Crouse (Jane)
- Richard Jenkins (Victor)
- Rishi Bhat (Patrick)
- Steve Coogan (Tommy Atkins)
- David Keith (Boo-hoo Boone)
- Sakina Jaffrey (Lucy)
- Vincent Kartheiser (Gillon)
- Nestor Serrano (Professor)
- Ryan Olson (Adiel)
- Matheus Rezende (Marcos)

## Recepção
No site agregador de críticas Rotten Tomatoes, 70% das 20 resenhas dos críticos são positivas.